# Coppa di Polonia 2018-2019 (pallavolo femminile)
La Coppa di Polonia 2018-2019 si è svolta dal 24 ottobre 2018 al 10 marzo 2019: al torneo hanno partecipato quindici squadre di club polacche e la vittoria finale è andata per la settima volta al Chemik Police.

## Regolamento
Le squadre hanno disputato primo turno, secondo turno, terzo turno, quarti di finale, semifinali e finale.

## Squadre partecipanti
| - BAS Białystok - Budowlani Łódź - Chemik Police - Developres Rzeszów - Energetyk Poznań - Legionovia - ŁKS - Mazovia Warszawa | - MKS - NOSiR - Pałac Bydgoszcz - Polonia Świdnica - Solna Wieliczka - Sparta Warszawa - Wisła Warszawa |

## Torneo

### Tabellone
|  | Quarti di finale   | Quarti di finale   | Quarti di finale   |                    |               | Semifinali    | Semifinali | Semifinali |  |  | Finale | Finale | Finale |  |
|  |                    |                    |                    |                    |               |               |            |            |  |  |        |        |        |  |
|  | Chemik Police      | Chemik Police      | 3                  |                    |               |               |            |            |  |  |        |        |        |  |
|  | Chemik Police      | Chemik Police      | 3                  |                    |               |               |            |            |  |  |        |        |        |  |
|  | Pałac Bydgoszcz    | Pałac Bydgoszcz    | 1                  |                    |               |               |            |            |  |  |        |        |        |  |
|  | Pałac Bydgoszcz    | Pałac Bydgoszcz    | 1                  |                    | Chemik Police | Chemik Police | 3          |            |  |  |        |        |        |  |
|  |                    |                    |                    |                    | Chemik Police | Chemik Police | 3          |            |  |  |        |        |        |  |
|  |                    |                    | Budowlani Łódź     | Budowlani Łódź     | 0             |               |            |            |  |  |        |        |        |  |
|  | Budowlani Łódź     | Budowlani Łódź     | Budowlani Łódź     | Budowlani Łódź     | 0             | 3             |            |            |  |  |        |        |        |  |
|  | Budowlani Łódź     | Budowlani Łódź     |                    |                    |               |               |            |            |  |  |        |        |        |  |
|  | Legionovia         | Legionovia         | 0                  |                    |               |               |            |            |  |  |        |        |        |  |
|  | Legionovia         | Legionovia         | 0                  |                    | Chemik Police | Chemik Police | 3          |            |  |  |        |        |        |  |
|  |                    |                    |                    |                    |               |               |            |            |  |  |        |        |        |  |
|  |                    |                    | Developres Rzeszów | Developres Rzeszów | 0             |               |            |            |  |  |        |        |        |  |
|  | Wisła Warszawa     | Wisła Warszawa     | Developres Rzeszów | Developres Rzeszów | 0             | 2             |            |            |  |  |        |        |        |  |
|  | Wisła Warszawa     | Wisła Warszawa     |                    |                    |               |               |            |            |  |  |        |        |        |  |
|  | ŁKS                | ŁKS                | 3                  |                    |               |               |            |            |  |  |        |        |        |  |
|  | ŁKS                | ŁKS                | 3                  |                    | ŁKS           | ŁKS           | 1          |            |  |  |        |        |        |  |
|  |                    |                    |                    |                    | ŁKS           | ŁKS           | 1          |            |  |  |        |        |        |  |
|  |                    |                    | Developres Rzeszów | Developres Rzeszów | 3             |               |            |            |  |  |        |        |        |  |
|  | Solna Wieliczka    | Solna Wieliczka    | Developres Rzeszów | Developres Rzeszów | 3             | 1             |            |            |  |  |        |        |        |  |
|  | Solna Wieliczka    | Solna Wieliczka    |                    |                    |               |               |            |            |  |  |        |        |        |  |
|  | Developres Rzeszów | Developres Rzeszów | 3                  |                    |               |               |            |            |  |  |        |        |        |  |

### Risultati

#### Primo turno
| 24 ottobre 2018 ?, ? Durata: ? - Spettatori: ? | BAS Białystok | 0 - 3 | Wisła Warszawa | 19-25, 12-25, 16-25 |

#### Secondo turno
| 7 ottobre 2018 Centrum Solne Miasto, Wieliczka Durata: ? - Spettatori: ? | Solna Wieliczka  | 3 - 0 | Mazovia Warszawa | 29-27, 25-20, 25-16        |
| 21 ottobre 2018 ?, ? Durata: ? - Spettatori: ?                           | Polonia Świdnica | 0 - 3 | MKS              | 17-25, 15-25, 15-25        |
| 23 ottobre 2018 ?, ? Durata: ? - Spettatori: ?                           | NOSiR            | 3 - 0 | Sparta Warszawa  | 25-21, 25-17, 25-17        |
| 28 ottobre 2018 ?, ? Durata: ? - Spettatori: ?                           | Energetyk Poznań | 1 - 3 | Wisła Warszawa   | 23-25, 25-22, 15-25, 15-25 |

#### Terzo turno
| 14 dicembre 2018 ?, ? Durata: ? - Spettatori: ?                         | NOSiR | 0 - 3 | Solna Wieliczka | 24-26, 20-25, 17-25 |
| 6 gennaio 2019 Hala Centrum, Dąbrowa Górnicza Durata: ? - Spettatori: ? | MKS   | 0 - 3 | Wisła Warszawa  | 15-25, 24-26, 22-25 |

#### Quarti di finale
| 30 gennaio 2019 Centrum Solne Miasto, Wieliczka Durata: ? - Spettatori: ?      | Solna Wieliczka | 1 - 3 | Developres Rzeszów | 14-25, 25-21, 21-25, 19-25        |
| 30 gennaio 2019 ?, ? Durata: ? - Spettatori: ?                                 | Wisła Warszawa  | 2 - 3 | ŁKS                | 18-25, 25-21, 19-25, 25-22, 14-16 |
| 30 gennaio 2019 Sport Arena Józefa Żylińskiego, Łódź Durata: ? - Spettatori: ? | Budowlani Łódź  | 3 - 0 | Legionovia         | 25-12, 25-22, 25-17               |
| 30 gennaio 2019 Hala Policach, Police Durata: ? - Spettatori: ?                | Chemik Police   | 3 - 1 | Pałac Bydgoszcz    | 19-25, 25-15, 25-19, 25-20        |

#### Semifinali
| 9 marzo 2019 Hala Sportowa PWSZ, Nysa Durata: ? - Spettatori: ? | Chemik Police | 3 - 0 | Budowlani Łódź     | 27-25, 25-22, 25-14        |
| 9 marzo 2019 Hala Sportowa PWSZ, Nysa Durata: ? - Spettatori: ? | ŁKS           | 1 - 3 | Developres Rzeszów | 29-27, 18-25, 24-26, 19-25 |

#### Finale
| 10 marzo 2019 Hala Sportowa PWSZ, Nysa Durata: ? - Spettatori: ? | Chemik Police | 3 - 0 | Developres Rzeszów | 25-23, 25-21, 25-22 |

## Premi individuali
| Premio                 | Nome                  | Squadra            |
| ---------------------- | --------------------- | ------------------ |
| MVP                    | Martyna Łukasik       | Chemik Police      |
| Miglior attaccante     | Katarzyna Zaroślińska | Developres Rzeszów |
| Miglior muro           | Chiaka Ogbogu         | Chemik Police      |
| Miglior servizio       | Martyna Grajber       | Chemik Police      |
| Miglior palleggiatrice | Agnieszka Rabka       | Developres Rzeszów |
| Miglior ricevitrice    | Bianka Buša           | Chemik Police      |
| Miglior libero         | Aleksandra Krzos      | Chemik Police      |